# Santissima Trinità di Delia
De Santissima Trinità di Delia (Nederlands: Allerheiligste drie-eenheid) is een kerk vier km ten westen van Castelvetrano op Sicilië. De kerk staat in het landgoed van de familie Saporito en kan bezichtigd worden.
Het gebouw werd tussen 1140 en 1160 in Arabisch-Normandische stijl gebouwd en hoorde destijds bij een klooster. De kerk is zeer klein en het een oppervlakte van circa tien bij tien meter. De ramen, met geometrische patronen, tonen de invloed van de islamitische kunst. Het middelpunt van het bouwwerk is de koepel, die doet denken aan de typisch Arabische koepels die vaak werden toegepast bij Normandische gebouwen op Sicilië, zoals bij de San Cataldo en de San Giovanni dei Lebbrosi in Palermo. In het interieur vallen vooral de grote sarcofagen op. Onder de kerk bevinden zich de graven van de familie Saporito.

## Galerij

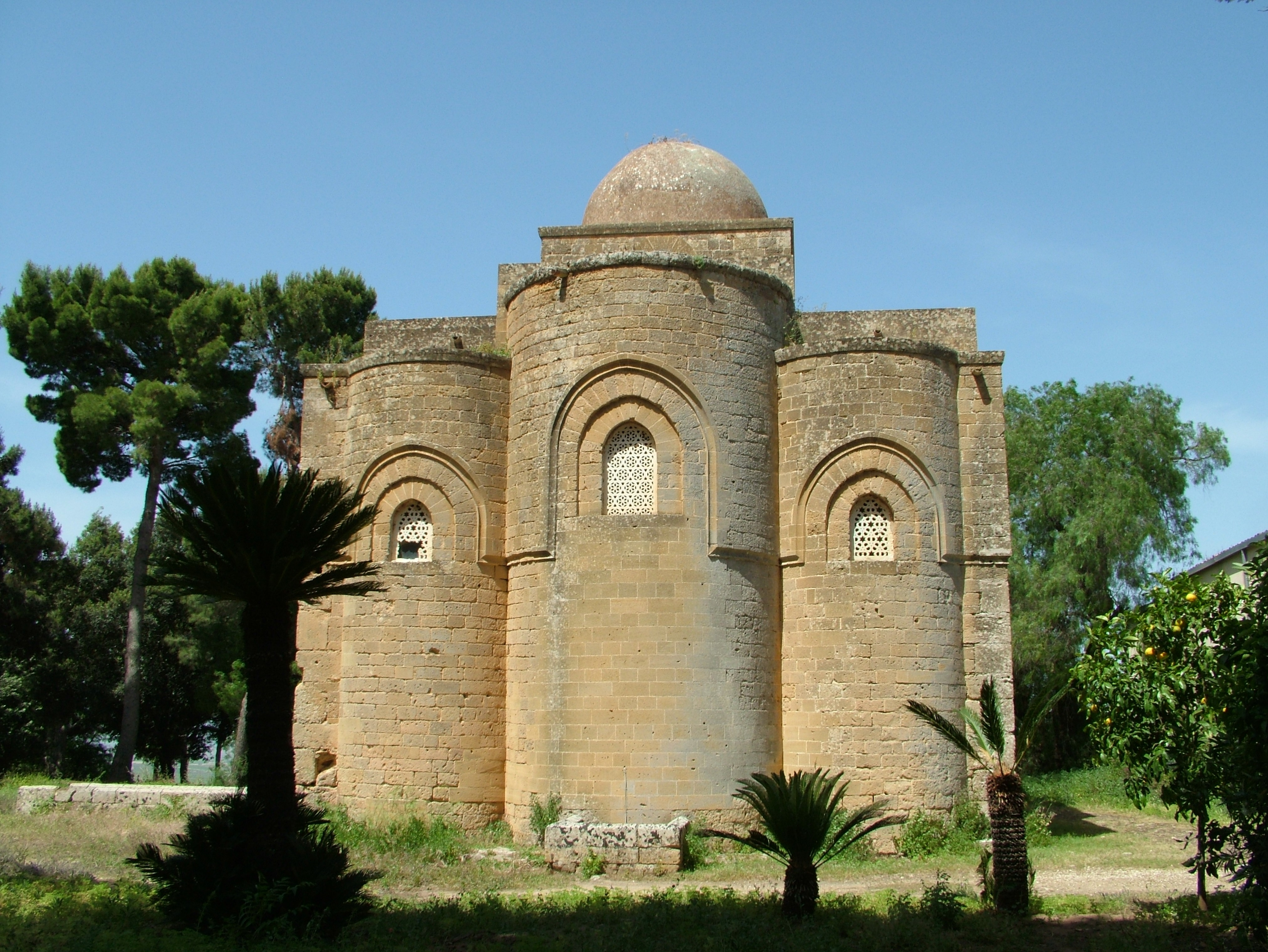
Apsis
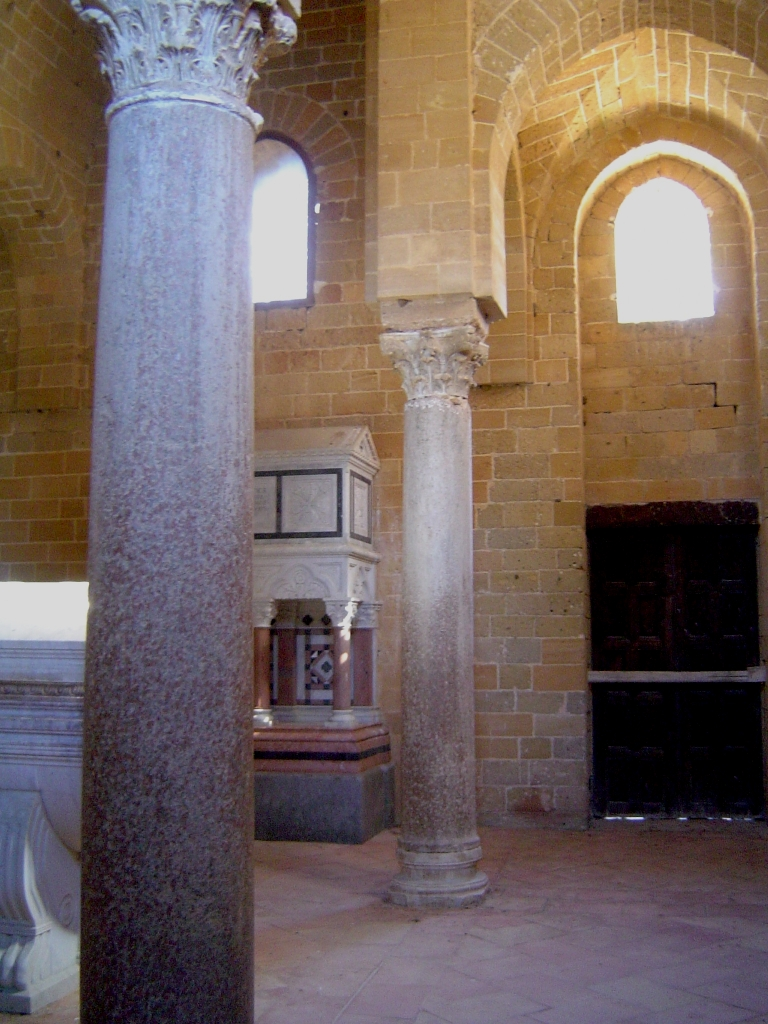
Interieur
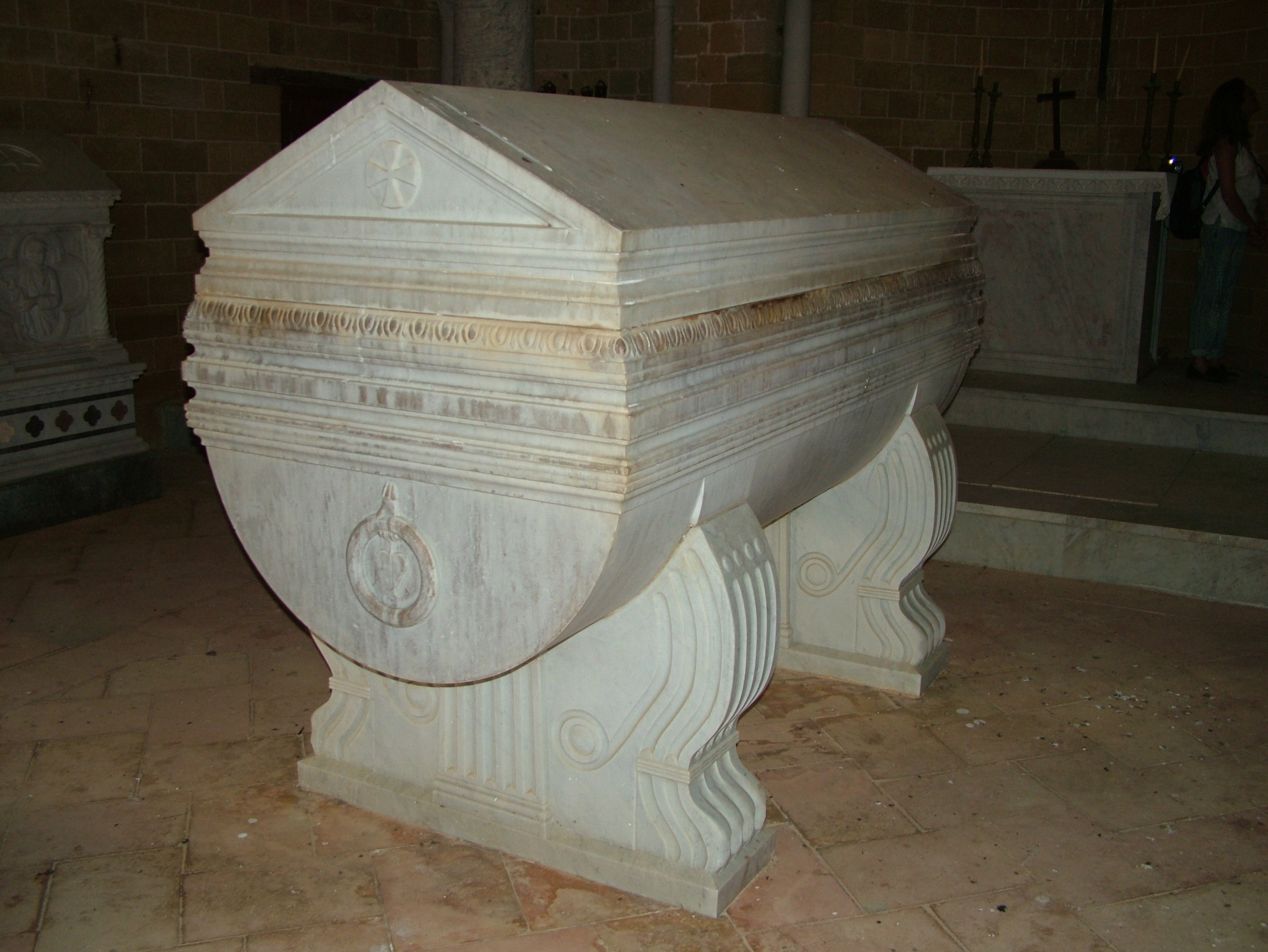
Sarcofaag